# Список об'єктів Світової спадщини ЮНЕСКО в Палау
У списку об'єктів Світової спадщини ЮНЕСКО в Палау станом на 2015 рік міститься 1 найменування.

## Список
| № | Зображення | Назва                             | Тип      | Час створення | Час внесення до списку | №                                                  | Критерії           |
| - | ---------- | --------------------------------- | -------- | ------------- | ---------------------- | -------------------------------------------------- | ------------------ |
| 1 |            | Скелясті острови Південної лагуни | Змішаний | —             | 2012                   | 1386 [Архівовано 12 липня 2018 у Wayback Machine.] | iii, v, vii, ix, x |